# Castra ad Herculem

Der Limes Pannonicus am Pilisgebirge

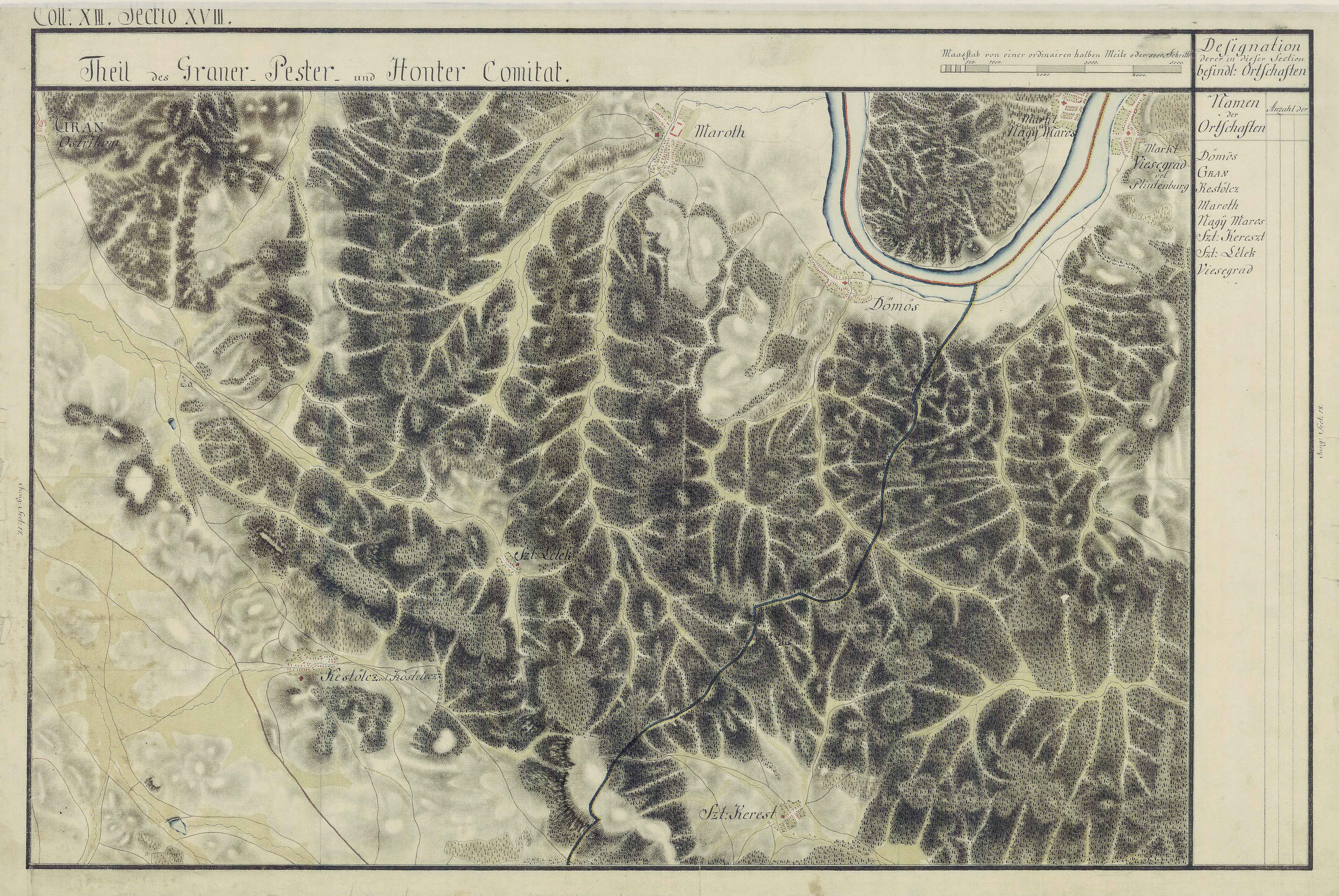
Das im 18. Jahrhundert als Maroth bekannte Dorf auf einer Karte der zwischen 1782 und 1785 entstandenen Josephinischen Landesaufnahme. Deutlich erkennbar ist der landwirtschaftlich genutzte Kastellberg.

Castra ad Herculem war eine spätrömisches Militärlager, das nahe der Donau für die Grenzverteidigung und Überwachung eines Donauabschnitts des pannonischen Limes (Limes Pannonicus) zuständig waren. Der Strom bildete in weiten Abschnitten die römische Reichsgrenze. Die Anlage liegt auf dem „Kishegy“ (Kleiner Berg) im Ortsgebiet des Dorfes Pilismarót, im Komitat Komárom-Esztergom in Ungarn. In der Fortifikation war eine aus zwei Einheiten bestehende, teilberittene Besatzung stationiert.

## Lage und Forschungsgeschichte
Die Wehranlage wurde rund 1300 Meter südlich der Donau auf dem Kishegy genannten, ovalen Hügel am Fuße des Pilisgebirges errichtet und lag an einer wichtigen, zum Kastell Budapest (Castra Aquincum) führenden Fernstraße. Die Trasse durch das heutige Dorf Pilismarót, in deren Südosten der Militärstützpunkt lag, folgt noch immer dem antiken Weg. Von Ad Herculem aus hatte die Besatzung Sichtverbindung zu einigen direkt an der Donau stehenden mittelkaiserzeitlichen und spätrömischen Wachtürmen. Nach der Errichtung der kleinen nahegelegenen nordöstlichen valentinianischen Donaufestung Pilismarót-Malompatak konnte auch mit dieser Verbindung aufgenommen werden.
Das Kastellareal wurde lange Zeit landwirtschaftlich genutzt. 1906 fanden erste Grabungen unter Gábor Finály statt. Bis heute wurde die Festung aber nicht vollständig freigelegt.

## Baugeschichte
Die rund 133 × 340 Meter große und oval-längliche Befestigung besitzt den für spätantike römische Militärbauten typischen unruhigen Grundriss und wurde wohl noch im ausgehenden 3. Jahrhundert, möglicherweise während der ersten Regierungsjahre des Kaisers Diokletian (284 bis 305), angelegt. Diese Überlegung stützt sich auf die Festlegung, dass die Erwähnung des Kastells im Itinerarium Antonini, einem Reichsstraßenverzeichnis, das unter Diokletian zwischen 285 und 290 n. Chr. entstand, keine spätere Ergänzung ist. Einige Forscher haben eingewandt, dass das Ad Herculem der Diokletianszeit nicht mit den heute sichtbaren Ruinen identisch sein könnte und regten eine spätere Datierung an.
Die Festung folgt der Form des Hügels, auf dem sie steht, einen Wehrgraben hat es nicht gegeben. Wie sich die Befundlage an einem längeren Wehrmauerabschnitt für Finály darstellte, wurde die Anlage erst nachträglich mit einer größeren Zahl an Zwischentürmen in valentinianischer Zeit bestückt. Der Grundriss dieser Türme springt halbkreisförmig aus der Wehrmauer hervor, während er hinter der Mauer rechtwinkelig ausgeformt ist und nur gering in das Kastellinnere ragt. Die Flanken der Türme des Kastells sind daher als relativ kurz zu bezeichnen, was dem Grundriss ein sehr kompaktes Erscheinungsbild gibt. Diese Art von Zwischentürmen bezeichnet die Forschung auch als Hufeisentürme. Da bei den Grabungen Finalys keine Spuren älterer Vorgängertürme beobachtet wurden, was möglicherweise auf die grabungstechnischen Möglichkeiten um 1900 zurückzuführen ist, bleiben für die Wissenschaft wesentliche Ansätze und Fragen einer genaueren Datierung des Kastells offen und nähren im Vergleich mit anderen spätantiken Festungen auch Zweifel an der zeitlichen Zuordnung der Zwischentürme durch die alten Grabungen. An dem von Finály überprüften, teilweise noch 2 bis 3 Meter hoch erhaltenem Mauerstück, das 1,8 Meter stark gewesen ist, legte der Ausgräber acht Zwischentürme frei. Ziegelstempel, die während dieser Ausgrabung gefunden wurden, zeugen von Baumaßnahmen unter Valentinian I.
Innenausbauten konnten für die Gründungszeit der Anlage nicht festgestellt werden. Sie bestanden wahrscheinlich aus Holz. Erst im ausgehenden 4. Jahrhundert wurde ein rechteckiger, 33 × 27 Meter großer Speicherbau (Horreum) mit den typischen Steinständern nahe der Nordmauer im Inneren des Kastells errichtet. Die Wände dieses Gebäudes waren 1,16 Meter dick. An die Ostmauer dieses Horreums waren zwei kleinere, hintereinanderliegende Räume angelehnt, an die sich ein längliches Einraumgebäude anschloss, das wie alle aufgefundenen Bauten im Kastellinneren genau in Nord-Süd-Richtung ausgerichtet war. An der nördlichen Stirnseite dieses Baues war eine Apsis angebaut. Nur wenige Meter östlich befand sich eine etwas kleinere, weitere Halle mit Apsis. Den Nachweis für die zeitliche Stellung dieses sogar typischen Gesamtgebäudekomplexes konnten die Archäologen Laszlo Barkóczi und Ágnes Salamon erbringen. Weitere spätrömische Garnisonen mit der Gruppierung eines Horreums und zwei Apsidenhallen sind das Limeskastell Tokod sowie das Binnenkastell Keszthely-Fenékpuszta am Südufer des Plattensees.
Mangels vollständiger Freilegung ist bis heute kein Tor der Anlage bekannt, so dass auch keine Aussage über die Zahl der Einlässe gemacht werden kann.

"
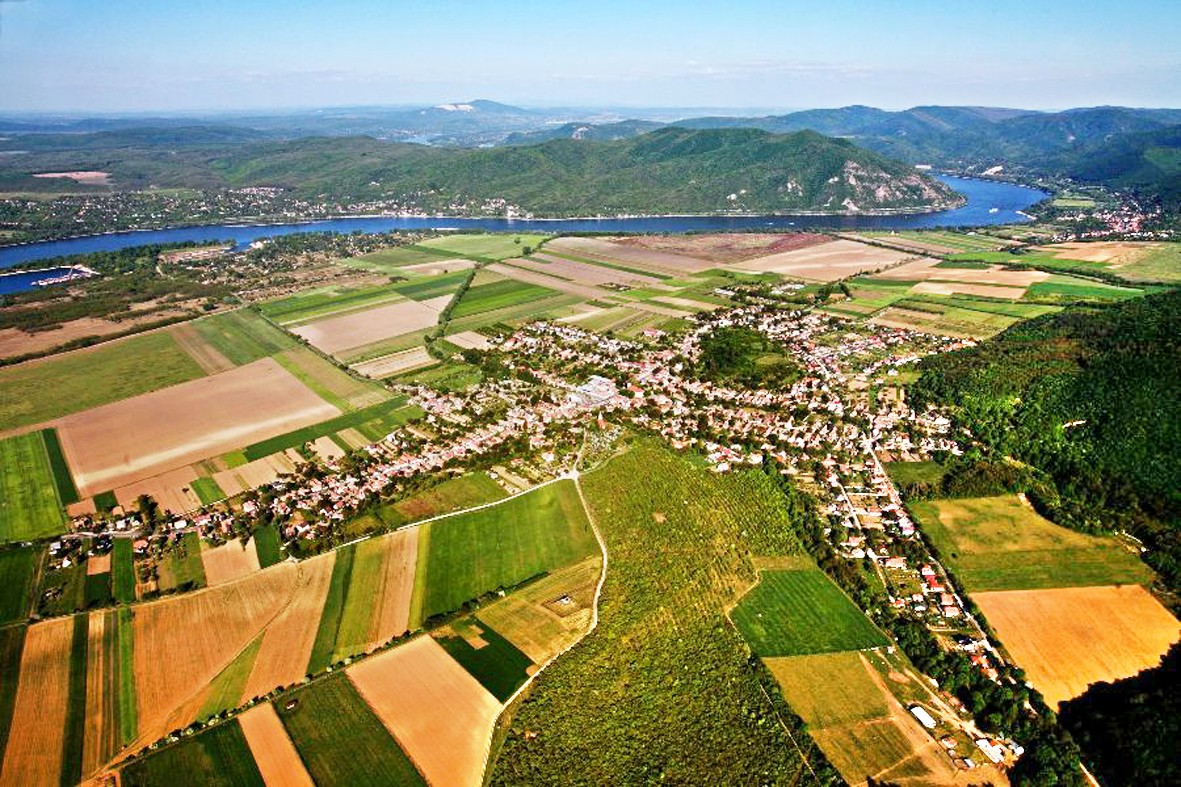
Pilismarót mit dem Kastellberg in der Mitte
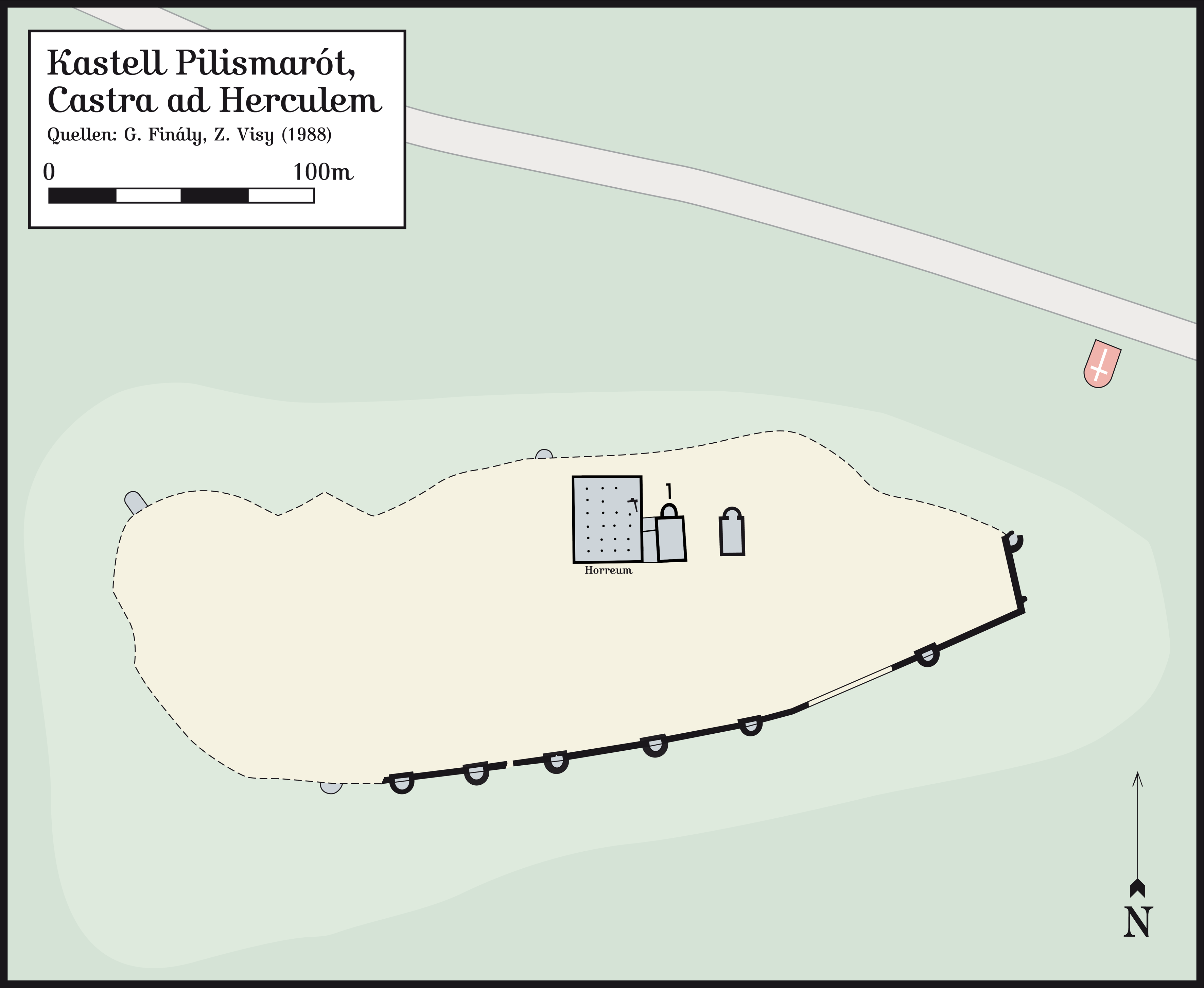
Plan des Limeskastells Castra ad Herculem

## Spätrömisches Gräberfeld
In dem nur teilweise angeschnittenem Gräberfeld konnte eine Goldmünze aus der Zeit des Kaisers Honorius, die in die letzten Jahre des 4. Jahrhunderts datiert, aufgefunden werden. Ein Fundgegenstand des täglichen Gebrauchs war ein bronzenes Webereiutensil, der ebenfalls aus dem späten 4. Jahrhundert stammte und den Barkóczi als „Raspel“ beschrieb.

## Truppe

Legionsziegelei Dömös: Ofen I – der wohl ältere der beiden Ziegelbrennöfen mit rechteckiger Lochtenne

In Castra ad Herculem lagen die Reiterschwadron der equites Dalmatae zusammen mit den auxilia Herculensia, einer Infanterie-Hilfstruppe. Beide Einheiten werden in der Notitia dignitatum, einem vermutlich zwischen 425 und 433 entstandenen römischen Staatshandbuch für Ad Herculem erwähnt. Einen weiteren inschriftlichen Nachweis vor Ort lieferte ein ehemals in Pilismarót aufgestellter Altar der equites Dalmatae, der heute im Depot des Balassa Bálint Múzeums in Esztergom verwahrt wird.
[D]eo Mart[i]
pro salute dd(ominorum) nn(ostrorum)
Aauugg(ustorum) et Caess(arum)
eqq(uites) Dalmat(a)e
s(ub) c(ura) Luciani pr(a)ep(ositi)
v(otum) p(osuerunt)
Übersetzung: „Für Gott Mars, zum Heil unserer Herren, den Augusti und Caesaren, hat die dalmatinische Schwadron unter der Führung ihres Kommandeurs, dem Praepositus Lucianus, ihrem Gelübde folgend diesen Altar errichtet.“
Ein weiteres Inschriftenbruchstück aus Andesit mit einer Widmung für Jupiter, das 1934 im Kastell entdeckt wurde, befindet sich heute im Depot des Ungarischen Nationalmuseums in Budapest.

## Legionsziegelei Dömös
Während der ersten Hälfte des 2. Jahrhunderts wurde in Dömös am Donauknie, wenig westlich von Pilismarot, eine Ziegelei der Legio I Adiutrix eingerichtet, die in der Antoninenzeit von den Soldaten betrieben wurde. Dies belegen die dort gefundenen Ziegelstempel der in Aquincum (Budapest) stationierten Legio I Adiutrix. Von dieser Anlage wurden 1987 und 1988 unter der Leitung von Márta H. Kelemen zwei Ziegelöfen im Zentrum der Gemeinde Dömös freigelegt. Das Fundspektrum der Öfen reicht von Keramikfragmenten über einigen Gebrauchsgegenstände sowie Tierknochen zu den gestempelten Ziegeln. Als wichtigster Fund für die Datierung kam in Ofen I eine Bronzeprägung aus der Regierungszeit des Kaisers Mark Aurel (161–180) ans Licht, die aus den Jahren 169/170 stammt. Die als Terminus ante quem dienende Münze wurde in der nach Aufgabe des Ofens eingetragenen Auffüllschicht in der Lochtenne entdeckt. Fundort war einer der Luftzüge. Erzeugnisse aus dieser Ziegelei fanden sich auch in der südwestlich gelegenen Stadt Drostdorf-Hosszúrétek, die sich südlich von Gran befindet.

## Limesverlauf zwischenCastra ad Herculembis zum Kastell Visegrád–Gizellamajor
| Strecke | Name/Ort                           | Beschreibung/Zustand |
| ------- | ---------------------------------- | --- |
| 3       | Dömös-Tófenék (Burgus Solva 20)    | Bei Dömös-Tófenék wurden 1964 von Ibolya Sellye (1913–1995) die bereits teilweise durch die Donau zerstörten Reste des mittelrömischen Wachturms (auch Dömös-Tófenék dűlő oder in früheren Zählungen Wachtturm 18 genannt) in unmittelbarer Ufernähe teiluntersucht. An die erhaltene 16 Meter lange westliche Mauer waren zwei Räume angeschlossen. Das Fundgut, Keramik, war der Zeit des 2. bis 3. Jahrhunderts zuzuordnen. Möglicherweise fand die Erbauung zur Regierungszeit des Kaisers Commodus (180–192.) statt. Heute ist an dieser Stelle nichts mehr zu sehen. |
| 3       | Dömös-Kövespatak (Burgus Solva 21) | Wie das unter dem römischen Horizont liegende Fundmaterial der näheren und weiteren Umgebung zeigte, gab es an diesem Platz bereits in der frühen Eisenzeit eine Besiedlung und ein Grab. Der römische Burgus 21 (auch als Wachturm 19 bekannt) wurde 1955 während einer Feldbegehung erstmals entdeckt und konnte 1959 vollständig ergraben werden. Er lag während der Zeit seiner Ausgrabung im Mündungsbereich des Köves-Baches, unmittelbar an dessen Südostufer. Der an der Donau entlangführende Weg befand sich rund 20 Meter von der Fundstelle entfernt. Während der Ausgrabung zeigte sich, dass lediglich die untersten Steinscharen der Turmmauern erhalten geblieben waren. Dennoch konnten wichtige Baudetails geklärt werden. Das Bauwerk besaß einen quadratischen Grundriss. Seine Maße betrugen (lichte Weite in Klammern) an der Südostwand 10,90 (8,87) Meter, an der Nordostwand 10,90 (8,90) Meter, an der Nordwestwand 10,95 (8,86) Meter sowie an der Südwestwand 10,95 (8,95) Meter. Die Mauerstärke lag bei einem Meter, das Fundament war fünf bis zehn Zentimeter stärker ausgelegt und besaß eine Höhe von 0,98 bis einem Meter. Die unterste Steinreihe der Fundamentierung war trocken verlegt. Über ihr folgte eine 0,45 Meter starke Schicht aus Gußmauerwerk (Opus caementitium) dessen Seitenflächen einen Mörtelverputz trugen. Die dem Gußmauerwerk vorgeblendete Steinschale war in Opus incertum ausgeführt. Auch über den Bereich der verputzten Schicht hinaus zeigt das Aufgehende Opus incertum, doch konnten hier an den Außenwänden des Turms keine Verputzspuren nachgewiesen werden. Der Bau bestand aus grauem Andesit, sein hochwertiger Mörtel war stark mit Schotter gemagert. Der ebenerdige Eingang lag an der donauabgekehrten Südwestseite. Von ihm hatten sich bei der Grabung in einer Länge von 1,50 Metern noch die Abdrücke von zwei Schwellensteinen erhalten. Das mit Brandschutt und Resten des verkohlten Dachstuhles gefüllte Turminnere bestand aus einem unebenen, gestampften und verbrannten Boden, der noch Reste eines Terrazzobodens von minderwertiger Qualität aufwies. Dieser Laufhorizont scheint der einzige gewesen zu sein, den das Bauwerk besessen hat. In der Nordosthälfte des Turminneren fanden sich 2 bis 2,5 Meter von der Nordmauer entfernt, die Reste einer 1,90 Meter langen und 5 bis 10 Zentimeter starken, weitgehend zerstörten Lehmmauer. Diese verlief annähernd Parallel zur Nordmauer und war auf das römerzeitliche Bodenniveau aufgesetzt worden. Vor dem spätantiken Bauwerk lag in 12,60 Metern (Nordosten), 10,32 Metern (Südosten) und 11,15 Metern (Südwesten) Entfernung ein ursprünglich wohl 4,20 bis 4,92 Meter breiter und rund 2 Meter tiefer Graben mit abgerundeten Ecken. Einglättverzierte Keramik fehlte ebenso wie gestempelte Ziegel. Zum spärlichen Fundmaterial gehörte ein stark abgegriffener Centenionalis des Kaisers Valentinians I., graue Keramikscherben des 4. Jahrhunderts und das Fragment eines grünglasierten Kruges sowie Eisennägel. Die Nägel wurden in der Mitte des Burgus gefunden und gaben einen Hinweis auf die Konstruktion des Daches. Dieses muss als Zeltdach über dem quadratischen Turm gestaltet gewesen sein, wobei die Eisennägel die pyramidenförmige Spitze zusammengehalten hatten. Über dem Schutt des verbrannten Burgus wurden nachrömische Gefäßkeramikscherben mit Wellenbandverzierung gefunden, die aus der Völkerwanderungszeit stammen. |
| 3       | Dömös-Fähre (Burgus Solva 22)      | Sándor Soproni führte bei Dömös-Alsóföldek, südwestlich der Schiffsstation (Hajóállomás) und 20 Meter westlich der Bundesstraße 11, an der Mündung des Szőkeforrás-Baches am spätantiken Burgus Solva 22 im November 1955 kleinere Probegrabungen durch. Freigelegt wurde damals der äußere Rand der Südmauer des Burgus in einer Länge von zwei Metern. Der römische Laufhorizont in der Spätantike wurde in einer Tiefe von 0,95 Metern erreicht. Der antike Boden war stark verbrannt und von einer sehr starken Schicht aus Dachziegeln und Bauschutt überhäuft. Das Mauerwerk aus Opus incertum bestand aus dem örtlich anstehenden Andesit und hochwertigem Mörtel. Soproni beurteilte die Turmgröße nach dem vorhandenen Bauschutt mit etwa 10 × 10 Metern. Es fanden sich valentinianische Ziegelstempelfragmente des Terentianus tribunus, des Lupicinus tribunus, des Olimpus tribunus sowie ein vierter Stempel, der die verschwommenen Buchstaben I und P trug, aber keine einglättverzierte Keramik. Der Name des Tribuns Olimpus ist auf dem Ziegel retrograd zu lesen. |
| 3       | Visegrád–Gizellamajor              | Südöstlich des letzten Burgus liegen die Reste des zu besichtigenden Kastells Visegrád–Gizellamajor. |

## Denkmalschutz
Die Denkmäler Ungarns sind nach dem Gesetz Nr. LXIV aus dem Jahr 2001 durch den Eintrag in das Denkmalregister unter Schutz gestellt. Castra ad Herculem sowie alle anderen Limesanlagen gehört als archäologische Fundstätten nach § 3.1 zum national wertvollen Kulturgut. Alle Funde sind nach § 2.1 Staatseigentum, egal an welcher Stelle der Fundort liegt. Verstöße gegen die Ausfuhrregelungen gelten als Straftat bzw. Verbrechen und werden mit Freiheitsentzug von bis zu drei Jahren bestraft.